# Gertrude Ehrlich
Gertrude Ehrlich (* 7. Januar 1923 in Wien) ist eine österreichisch-US-amerikanische Mathematikerin und Hochschullehrerin. Sie ist emeritierte Professorin für Mathematik an der University of Maryland, College Park.

## Leben und Werk
Ehrlich ist eine Tochter des Juristen Josef Ehrlich und der Charlotte Kobak. Ihre 1915 geborene Schwester Margarete Ehrlich wurde Physikerin. 1938 wurde sie von dem Besuch des Realgymnasiums für Mädchen in Wien ausgeschlossen. Sie emigrierte 1939 gemeinsam mit ihrer Mutter, ihrer Tante und ihrer Schwester Margarete in die USA. Ihr Vater konnte erst 1 Jahr später nachkommen. 1945 wurde sie amerikanische Staatsbürgerin.
1940 setzte sie ihre Ausbildung am Georgia Evening College in Atlanta fort. Am Georgia State College for Women in Milledgeville erhielt sie 1943 ihren Bachelor-of-Science-Abschluss und erwarb 1945 ihren Master-Abschluss an der University of North Carolina at Chapel Hill. 1953 promovierte sie bei Wallace Givens an der University of Tennessee in Knoxville mit der Dissertation The Structure of Continuous Rings.
Von 1943 bis 1944 arbeitete sie als High-School-Lehrerin in Georgia und North Carolina, von 1946 bis 1950 war sie als Instruktorin für Mathematik an der Oglethorpe University in Atlanta tätig und anschließend bis 1952 als Graduate Assistant an der University of Tennessee.
1953 wurde sie Mitglied der University of Maryland, College Park. 1953 wurde sie dort Instruktorin, 1956 Assistant Professor, 1962 Associated Professor und 1969 Professorin. 1991 wurde sie dort emeritiert.

## Forschung
Ihr Hauptforschungsgebiet war abstrakte Algebra, speziell die Ringtheorie. Aus ihrer Forschungsarbeit Units and one-sided units in regular rings, die 1976 in den Transactions of the American Mathematical Society erschien, stammt das Konzept einer morphischen Gruppe. Das Theorem über die Endomorphismen morphischer Gruppen aus derselben Arbeit ist nach ihr benannt.
Von 1963 bis 1966 war sie Associate Editor des American Mathematical Monthly.

## Veröffentlichungen (Auswahl)
- mit Leon Warren Cohen, John L. Kelley: The Structure Of The Real Number System. Literary Licensing, 2012, ISBN 978-1258436704.
- Jacob K. Goldhaber, Gertrude Ehrlich: Algebra. Krieger Pub Co, Huntington, NY, 1980, ISBN 0-88275-765-2.

- Characterization of a continuous geometry within the unit group. In: Transactions of the American Mathematical Society. Band 83, 1956, S. 397–416, DOI:10.1090/S0002-9947-1956-0081885-6, DOI:10.2307/1992881.
- Unit-regular rings. In: Portugaliae Mathematica. Band 27, 1968, S. 209–212, Digitalisat.
- Units and one-sided units in regular rings. In: Transactions of the American Mathematical Society. Band 216, 1976, S. 81–90, Digitalisat.
- Filial rings. In: Portugaliae Mathematica. Band 42, 1983/1984, S. 185–194, Digitalisat.